# Curzio Malaparte
Curzio Malaparte (n. 9 iunie 1898, Prato, Regatul Italiei – d. 19 iulie 1957, Roma, Italia) a fost un aventurier, ziarist, regizor, scriitor și diplomat italian.
A studiat la Collegio Cicognini și la Universitatea Sapienza din Roma.
A luptat în Primul Război Mondial, apoi a urmat o carieră în diplomație, pe care a abandonat-o în favoarea jurnalismului și a literaturii.
În 1920 a aderat la Partidul Național Fascist și a devenit pentru un timp teoretician al fascismului integral. În 1924 a înființat publicația La Conquista dello stato, apoi, în 1926, împreună cu Massimo Bontempelli, revista 900, publicație de avangardă, la care au colaborat Pablo Picasso, James Joyce sau dadaiști, ca Soupault.
În 1930 a fost directorul ziarului La Stampa.
Conflictul dintre el și fascism a început în momentul în care a denunțat abuzurile lui Mussolini, și a atins punctul culminant în 1931, când a publicat în Franța volumul Tehnica loviturii de stat, în care i-a atacat pe Hitler și pe Mussolini.
Această libertate de opinie va fi plătită scump, prin interzicerea publicării volumului în Italia și în Germania. În 1933, a fost pedepsit de Mussolini cu deportarea pe timp de 5 ani în insula Lipari.
Pe acest considerent, după război a răspândit zvonul că ar fi fost antifascist.
În realitate, deportarea fusese ordonată pentru că imitase în public gesticulația de cezar a Ducelui Suprem, protectorul său.
Însă, ministrul de externe, Ciano, a intervenit în favoarea sa și a fost eliberat după numai 3 luni.
Mai mult, l-a plătit pentru a face propagandă regimului. A mai fost închis în 1938, 1939, 1941 și 1943 la închisoarea Regina Coeli.
Trimis pe front în calitate de corespondent oficial al ziarului Corriere della Sera, nici nu a ajuns pe front.
Pentru a afla situația din România a făcut cunoștință cu atașații Noti Constantinidi, Mircea Berindei și Dinu Cantemir de la Ambasada României la Helsinki.
Ultimul i-a oferit informații despre situația din iunie 1941 de la Iași. 
În septembrie 1941 se înapoiază în insula Capri unde avea o vilă luxoasă și de unde trimitea în continuare corespondența de război. Deoarece acest lucru devenise deja cunoscut, un înalt funcționar al Ministerului Culturii îi scria directorului de la Corriere della sera să pună capăt corespondențelor din Rusia ale d-lui Malaparte. Toată lumea știe că el se află la Capri.
După fuga lui Mussolini, Malaparte s-a alăturat grupurilor comuniste din rezistența antinazistă. A cerut Partidului Comunist să devină membru, dar a fost refuzat. Între timp, a devenit comisar de legătură între trupele americane și franceze din sudul Italiei și autoritățile municipale din Neapole unde domnea mafia americano-siciliană.
Romanul La Pelle (1949) reflectă această experiență.
Câțiva ani mai târziu va deveni adept al lui Mao Zedong, va pleca în China și se va întoarce propagandist al comunismului. Se îmbolnăvește grav de tuberculoză și, de pe patul de moarte, solicită din nou să intre în Partidul comunist, cerere care-i va fi aprobată. Totodată, cere Vaticanului să se convertească la catolicism, iar dorința îi este îndeplinită.

## Proză
- Avventure di un capitano di sventura, 1927
- I custodi del disordine, 1931
- Sodoma e Gomorra, 1931
- Fughe in prigione, 1936
- Sangue, 1937
- Donna come me, 1940
- Il sole è cieco, 1941
- Il Volga nasce in Europa, 1943
- Kaputt, 1943 - Kaputt
- La pelle, 1949 - Pielea
- Storia di domain, 1949
- Due anni di battibecco, 1955
- Racconti italiani, 1957
- Journal d'un étranger à Paris, 1966
- Tecnica del colpo di stato, 1973 - Tehnica loviturii de stat

## Teatru
- Du côté de chez Proust. Impromptu en un acte, 1948
- Das Kapital. Pièce en trois actes, 1949
- Anche le donne hanno perso la Guerra, 1954

## Poezie
- L'Arcitaliano, 1928
- Il battibecco, 1949

## Lucrări apărute în limba română
- Soarele e orb Editura pentru literatura Universala Bucuresti 1967
- Tehnica loviturii de stat, Editura Nemira, 1996, 2007
- Pielea, Editura Univers, Colecția Cotidianul, 2007
- Kaputt, Editura Nemira, 2008